# Geopolitika

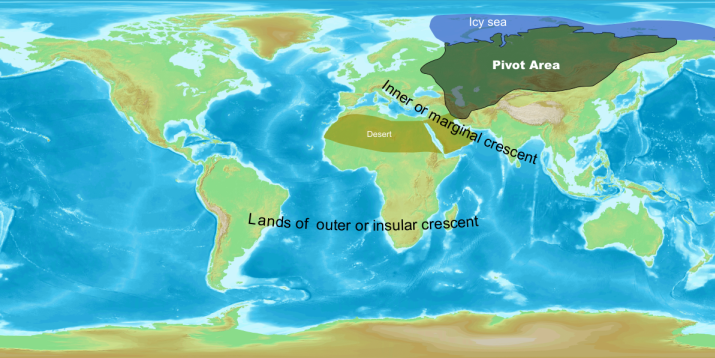
Teorie Heartland od Halforda Mackindera

Geopolitika je vědní disciplína, která se snaží o vysvětlení vlivu geografických faktorů na politiku a historii lidstva. Její jednotná definice neexistuje (existují názory, že je geopolitika součástí politické geografie či dokonce jejím synonymem). Geopolitika je předmět zájmu studia a výzkumu oboru politické geografie.  Základem geopolitiky původně byl geografický determinismus (zdůrazňování geografických, zejména fyzickogeografických, faktorů). Výrazně se projevuje zejména na rozsáhlých územích, v rozsáhlých souvislostech. Problematikou geopolitiky se zabývají především velké země.
Znovu ožívající zájem o geopolitiku je spojen se značným rozvolněním významu tohoto slova, které může označovat téměř cokoliv z oblasti mezinárodních vztahů.
Zájem o to, co bychom dnes nazvali geopolitikou lze vystopovat až k Aristotelovi, Bodinovi či Kantovi. Obvykle se však o geopolitice mluví až v souvislosti s autory přelomu 19. a 20. století.
Autorem tohoto pojmu je švédský politolog Rudolf Kjellén, který se inspiroval u Friedricha Ratzela, zakladatele německé politické geografie a zakladatele ekologie Haeckela. Kjellen nahlížel na stát jako na živý organismus, na jeho myšlení měl vliv tzv. sociální darwinismus. Ratzel přišel s termínem životní prostor. V meziválečném období jejich myšlenky rozvíjel penzionovaný generál Karl Haushofer.
Ratzel sám se inspiroval knihou Alfreda Mahana Vliv námořnictva na historii 1660 – 1783 (1889). Podle této knihy se v dějinách zásadním způsobem prosazovaly ty státy, které vládly mořím a plavbě. Z toho Ratzel odvodil nutnost Německa budovat námořnictvo srovnatelné s Británií před první světovou válkou.
V reakci na tyto úvahy Halford Mackinder v Británii prezentoval názor, podle kterého v dějinách sice vítězila námořní síla nad pevninskou, ale s nástupem železnice se doba obrací a pevninská převáží. Přišel s tzv. teorií Heartlandu, podle které existuje území, (hodně přibližně se podobá dnešnímu Rusku), které má zásadní význam pro vládu nad světem, tzv. Pivotní oblast. Je rozlehlá, na jejím území leží velká část nerostných zdrojů a je obtížně vojensky ohrozitelná. Po první světové válce přikládal zvláštní význam kontrole východní Evropy.
Mezi další významné světové geopolitiky patří Carl Ritter, Vidal de la Blache, Ó Thuathail či Petr Savický. Mezi významné československé geopolitiky se řadí Viktor Dvorský a Jaromír Korčák.
Původní důraz na zeměpisný determinismus Ratzela, Mackindera a dalších autorů přelomu 19. a 20. století je považován za tzv. klasickou geopolitiku. Postupně vzniklo množství dalších škol. Seversky po válce zdůraznil význam letectva a tím i zemských pólů.
Dále existuje tzv. kritická geopolitika. Upozorňuje, že jednotlivé teorie nevznikají jako nestranné a nahlíží je jako na prostředek, kterým jednotliví teoretici prosazují svůj pohled na svět a zájmy svých států, své třídy apod. Její nejznámější teoretik je Ó Thuathail.
Wallerstein pracuje s teorií „světového systému“, které namísto dělení na Východ a Západ vede osu dělení světa mezi bohatým Severem a chudým Jihem a řeší vztah centrum - periferie. Lze se setkat i s termínem kulturní geopolitika, k té pak lze zařadit Huntingtonův Střet civilizací.
Zatím však není ustavena obecně přijímaná periodizace vývoje geopolitiky ani jednoznačné dělení všech teorií.